# Luguentz Dort
Luguentz Dort (Montréal, Québec, 1999. április 19. –) kanadai válogatott kosárlabdázó, a National Basketball Associationben (NBA) szereplő Oklahoma City Thunder csapatában játszik. Egyetemi éveit az Arizonai Állami Egyetemen töltötte. Dort a kiemelkedő védekezéséről ismert.

## Profi pályafutása

### Oklahoma City Thunder (2019–napjainkig)
Miután a 2019-es NBA-drafton nem választották ki, Dort kétirányú szerződést írt alá az Oklahoma City Thunderrel. 2019. december 6-án debütált az NBA-ben, 7 percet játszott és egy lepattanót szerzett a Minnesota Timberwolves elleni hosszabbításos győzelem során. 2020. január 29-én Dort karriercsúcsot jelentő 23 pontot szerzett két lepattanóval, egy szerzett labdával és egy blokkal a Sacramento Kings elleni 120–100-as győzelem során. A 2020-as NBA-rájátszásban Dortot dicsérték James Harden elleni védekezéséért, és azért is, mert sokak szerint ekkor ő volt „az NBA egyik legjobban védekező játékosa.”
2020. június 24-én a Thunder bejelentette, hogy szerződést hosszabbítottak Dorttal (4 év, 5,4 millió dollár). 2021. április 13-án Dort karriercsúcsot jelentő 42 pontot szerzett a Utah Jazz elleni 106–96-os vereség alkalmával, hét hárompontost értékesítve, amely szintén karriercsúcsának számított.
2022. február 2-án Dort szezoncsúcsot jelentő 30 pontot szerzett, beleértve 14 egymást követő pontot a Thundernek a mérkőzés végén, a Dallas Mavericks elleni 120–114-es hosszabbításos győzelem során. Március 8-án véget ért a szezonja, mert műtéten esett át a bal vállában lévő labrum szakadás miatt.
2022. július 6-án, miután csapatopcióját elutasították, Dort egy öt évre szóló, 87,5 millió dolláros szerződést írt alá a Thunderrel.

## Válogatott pályafutása
2022. május 24-én Dort bejelentette, hogy három évre elkötelezi magát a kanadai férfi felnőtt válogatottal. Beválasztották Kanada keretébe a 2024-es párizsi nyári olimpiára.

## Statisztika

### NBA

#### Alapszakasz
| Év        | Csapat                | JM  | KM  | JP/M | MG%  | 3P%  | BD%  | LP/M | GP/M | L/M | B/M | P/M  |
| --------- | --------------------- | --- | --- | ---- | ---- | ---- | ---- | ---- | ---- | --- | --- | ---- |
| 2019–2020 | Oklahoma City Thunder | 36  | 28  | 22,8 | .394 | .297 | .792 | 2,3  | 0,8  | 0,9 | 0,1 | 6,8  |
| 2020–2021 | Oklahoma City Thunder | 52  | 52  | 29,7 | .387 | .343 | .744 | 3,6  | 1,7  | 0,9 | 0,4 | 14,0 |
| 2021–2022 | Oklahoma City Thunder | 51  | 51  | 32,6 | .404 | .332 | .843 | 4,2  | 1,7  | 0,9 | 0,4 | 17,2 |
| 2022–2023 | Oklahoma City Thunder | 74  | 73  | 30,7 | .388 | .330 | .772 | 4,6  | 2,1  | 1,0 | 0,3 | 13,7 |
| 2023–2024 | Oklahoma City Thunder | 79  | 79  | 28,4 | .438 | .394 | .826 | 3,6  | 1,4  | 0,9 | 0,6 | 10,9 |
| 2024–2025 | Oklahoma City Thunder | 71  | 71  | 29,2 | .435 | .412 | .717 | 4,1  | 1,6  | 1,1 | 0,5 | 10,1 |
| Karrier   | Karrier               | 363 | 354 | 29,3 | .408 | .360 | .790 | 3,9  | 1,6  | 1,0 | 0,4 | 12,2 |

#### Rájátszás
| Év      | Csapat                | JM | KM | JP/M | MG%  | 3P%  | BD%  | LP/M | GP/M | L/M | B/M | P/M  |
| ------- | --------------------- | -- | -- | ---- | ---- | ---- | ---- | ---- | ---- | --- | --- | ---- |
| 2020    | Oklahoma City Thunder | 6  | 6  | 29,2 | .355 | .260 | .533 | 3,7  | 1,0  | 0,3 | 1,0 | 12,5 |
| 2024    | Oklahoma City Thunder | 10 | 10 | 35,0 | .363 | .391 | .842 | 4,6  | 2,0  | 1,3 | 0,2 | 10,7 |
| Karrier | Karrier               | 16 | 16 | 32,8 | .359 | .333 | .706 | 4,3  | 1,6  | 0,9 | 0,5 | 11,4 |

### Egyetem
| Év        | Csapat                   | JM | KM | JP/M | MG%  | 3P%  | BD%  | LP/M | GP/M | L/M | B/M | P/M  |
| --------- | ------------------------ | -- | -- | ---- | ---- | ---- | ---- | ---- | ---- | --- | --- | ---- |
| 2018–2019 | Arizona State Sun Devils | 34 | 33 | 31,5 | .405 | .307 | .700 | 4,3  | 2,3  | 1,5 | 0,2 | 16,1 |